# Лелюки (Пономаренковский сельский совет)
Лелюки, до 1950-х Лялюки (укр. Лелюки) — село,
Пономаренковский сельский совет,
Харьковский район,
Харьковская область, Украина.
Код КОАТУУ — 6325183004. Население по переписи 2001 года составляет 274 (131/143 м/ж) человека.

## Географическое положение
Село Лелюки находится у истоков реки Студенок на её левом берегу,
ниже по течению примыкает село Боровое,
на противоположном берегу — село Хролы.
На реке небольшая запруда.

## История
- 1863 - дата первого упоминания села. Изначальное название - хутор Ананьев[1].
- В 1940 году, перед ВОВ, в селе Лялюки, находившемся на левом берегу реки Студенок, был 21 двор.[4]

В 2020 году Пономаренковский сельсовет вошёл в состав Харькова.

## Экономика
- Птице-товарная ферма.